# Castelsoutro de Vic
Le Castelsoutro (château bas) de Vic est un ancien château construit en bordure de la Route nationale 122 à l'intérieur du bourg de Vic-sur-Cère, dans le Cantal.

## Description
Le château est composé d'un corps de logis oblong de deux étages carrés sous comble, incorporant au Sud ce qui fut peut-être un ancien donjon actuellement partiellement enterré ; la partie Est, quant à elle, a été modernisée au milieu du XIXe siècle. Il y a également une tour escalier polygonale du XVIe siècle au centre de la façade sur jardin, ainsi qu'une échauguette similaire à celles de Comblat à l'angle sud-ouest, portée en encorbellement sur une rangée de cinq corbeaux moulurés de trois quarts-de-rond en retrait. Sur sa face Nord, des bâtiments modernes sont accolés. Enfin, on notera la couverture en lauzes du château, avec une lucarne du XIXe siècle.

## Historique
Son nom de castelsoutro (château bas) ou castelniau (château neuf) le différencie du château haut dit Castelvielh construit en dehors des murs sur une motte qui domine la ville. Ancien siège de la juridiction d'appeaux et logis de ses présidents lorsque celle-ci devient sédentaire. Ne doit pas être confondu avec la maison du bailliage, construite vers 1620 place de l'église, pour servir d'auditoire.
L'actuel bâtiment a été construit ou reconstruit dans la première moitié du XVIe siècle, au moment où François Ier hérite de sa mère Louise de Savoie, vicomtesse de Carlat et où le bailliage de Vic devient royal et où Jehan de Cardaillac est vice-bailli et juge de la vicomté de Carlat.
Il est possédé par Guillaume Teilhard (1562-1646), puis Jehan Teilhard d'où il passe à François Pagès (1716-1793), fils de Jean, seigneur des Huttes, et de Jeanne Cambefort, capitoul de Toulouse marié en 1746 à Antoinette de Verdier de Mandilhac, fille de Jérôme de Verdier, seigneur de Valon et de Marie-Anne Balsac de Firmy. Au XIXe siècle, il appartenait à leur héritière, Marie Latapie de Balaguier, épouse de Joseph de La Garde de Saignes (1830-1871), puis à leurs enfants.
Le château est inscrit au titre des monuments historiques par arrêté du 11 juin 1990.

## Visites
Le château ne se visite pas.